# Cedar Bluff (Virginie)
Pour les articles homonymes, voir Cedar Bluff.
Cedar Bluff est une municipalité américaine située dans le comté de Tazewell en Virginie. Selon le recensement de 2010, Cedar Bluff compte 1 137 habitants.

## Géographie
Située dans la vallée de la Clinch, la municipalité s'étend en 2010 sur une superficie de 2,26 milles carrés (5,85 km2) dont 0,04 mille carré (0,1 km2) d'étendues d'eau. Cedar Bluff est limitrophe de Richlands, à l'ouest.

## Histoire
Cedar Bluff regroupe historiquement deux bourgs : Indian (autrefois Mouth of Indian) à l'embouchure de l'Indian Creek et, plus en hauteur, Cedar Bluff (« la falaise des cèdres ») appelée ainsi par Thomas M. Scott lors de l'ouverture de son bureau de poste au milieu du XIXe siècle.
Cedar Bluff devient une municipalité le 12 janvier 1912, après avoir disposé de ce statut quelques années vers 1895. Le quartier historique du Old Kentucky Turnpike (à Indian) est inscrit au Registre national des lieux historiques.

## Démographie
Selon l'American Community Survey de 2018, la population de Cedar Bluff est particulièrement homogène, les blancs parlant anglais à la maison représentant plus de 98 % de la population. Cedar Bluff connaît un revenu médian par foyer de 38 611 dollars, bien plus faible que celui de la Virginie (71 564 dollars) ou des États-Unis (60 293 dollars). Son taux de pauvreté est parallèlement deux fois plus élevé (21,3 % contre 10,7 % et 11,8 %),.